# Tiếng Tà Mun
Tiếng Tà Mun là ngôn ngữ của người Tà Mun, một dân tộc thiểu số chưa được công nhận tại Việt Nam. Ngôn ngữ này được xác định thuộc ngữ hệ Nam Á, nhánh Bahnar. 

## Âm vị học
Tiếng Tà Mun là một ngôn ngữ thuộc loại hình đơn lập, âm tiết tính, đang trong quá trình biến đổi ngữ âm theo xu hướng đơn tiết hoá. Trong các phụ âm đầu của âm tiết chính, phụ âm tắc, hữu thanh /d/ có tần số xuất hiện rất thấp so với các ngôn ngữ khác trong nhóm Nam Bahnar.
Nguyên âm của âm tiết chính trong tiếng Tà Mun giống với các ngôn ngữ Nam Bahnar, bao gồm 9 nguyên âm cơ bản kèm theo một nét siêu đoạn về trường độ.

## Phân loại
Tiếng Tà Mun được phân loại thuộc nhóm Bahnar Nam, nhánh Bahnar của ngữ hệ Nam Á và có quan hệ gần nhất với tiếng Chơ Ro. Do người Tà Mun và người Chơ Ro sống xen cư với nhau trong một thời gian dài, tiếng nói của họ rất gần nhau và có thể hiểu nhau một cách dễ dàng. Glottolog thì phân loại Tà Mun là một phương ngữ Chơ Ro.

## Từ vựng
Tỷ lệ tương ứng từ vựng giữa Tà Mun và các ngôn ngữ khác trong nhóm Bahnar Nam lần lượt là 68% với tiếng Chơ Ro, 51,9% với tiếng Xtiêng, 41,6% với tiếng M'Nông, 40,2% với tiếng K'Ho và 38,4% với tiếng Mạ.
Có những từ trong tiếng Tà Mun chỉ tương ứng với tiếng Khmer mà không có trong các ngôn ngữ khác của nhóm Bahnar Nam. Do đó sự tiếp xúc chặt chẽ với cộng đồng người Khmer của người Tà Mun, đây có thể là những từ vay mượn diễn ra về sau qua quá trình tiếp xúc. Một số ví dụ gồm có kabôk ("mây", tiếng Khmer ពពក) và khlanh ("mỡ", tiếng Khmer ខ្លាញ់).

## Chữ viết
Người Tà Mun hiện không có chữ viết mà chỉ lưu truyền được tiếng nói.